# Трамонти ди Сото
Трамо̀нти ди Со̀то (на италиански: Tramonti di Sotto; на фриулски: Tramonç Disot, Трамонч Дисот) е село и община в Северна Италия, провинция Порденоне, автономен регион Фриули-Венеция Джулия. Разположено е на 366 m надморска височина. Населението на общината е 423 души (към 2010 г.).
В 1976 г. селото е повредено от силни земетресения.